# Cicindelidia punctulata
Cicindelidia punctulata es una especie de escarabajo del género Cicindelidia, familia Carabidae. Fue descrita por Olivier en 1790.
Mide 11-13 mm. Habita terrenos ligeramente arenosos, abiertos. Inverna en estadio de larva. El ciclo vital puede ser de uno o dos años. Habita en México, Canadá y los Estados Unidos.